# 马尼拉公报
马尼拉公报（英语：Manila Bulletin）也称为《公报》，前身为1906年至1972年9月23日的《马尼拉日报》和1972年11月22日至1986年3月10日的《今日公报》，是菲律宾发行量最大的英语报纸 。成立于1900年2月2日，是菲律宾发行最悠久的报纸之一（仅次于1898年的《马尼拉时报》）。该报标榜自己的口号是「菲律宾全国最知名的报纸」。

## 历史
《马尼拉公报》早期是一本刊登航运的杂志，由美国人卡森·泰勒（Carson Taylor）和H. G.法里斯（H. G. Farris）于1900年2月2日创建。当时的背景是美国征服菲律宾，随着战争的进行而大量涌入的美国人，连同他们的文化一起传入菲律宾扎根，士兵们在战争的业余时间会出版自己的阅读刊物，从而奠定了当地英文报纸的基础，而后者在控制民族主义新闻的同时偏爱英文报纸。这些报纸的主要内容包含来自国外和战争的新闻，以及国际和菲律宾经济增长的最新消息。
該报最初是免费发行，1912年以后，决定将其报导范围扩大到包括一般信息，采用付费的小报格式，到了1918年改为大报格式，并成立出版公司发行。然而，对于菲律宾人而言，当时的报纸业界非常糟糕，因为几乎所有报纸都是以美国或外国立场报导，因此該报被认为是美国的宣传工具。直到1920年，在当时的参议院议长曼努埃尔·奎松的鼓动下，菲律宾首次创立了属于自己的报纸《先驱报》，使得菲律宾在报纸史上迈出了最重要的一步。
在第二次世界大战期间，該报的编辑罗伊·安东尼·卡塔兰·本内特（Roy Anthony Cutaran Bennett）因其反对日本帝国主义军国主义扩张的言论而遭到日本的监禁和酷刑。
1957年，該报被瑞士侨民汉斯·门兹（Hans Menzi）收购，并对其进行了现代化改造。1961年，菲律宾华裔商人米利奥·雅普（Emilio Yap）从汉斯·门兹手中购买了该公司的股份。到1963年，該报发行量为是菲律宾的第四大日报，每天发行38,000份。
1972年，菲律宾独裁总统费迪南德·马科斯宣布戒严令之后，菲律宾大多数报纸都被禁止登刊。但是，由于汉斯·门兹和马科斯的亲密关系，該报改名为《今日公报》的情况下继续登刊。即使报导信息受到了严格控制，但該报记者依然很小心的在报纸的专栏上发表了一些反马科斯的言论。在汉斯·门兹于1984年去世之后，米利奥·雅普成为该公司的董事长。
1986年爆发革命和马科斯被推翻之后，《今日公报》因马科斯拥有该公报的74％股份而成为政府的调查对象。菲律宾总统善政委员会（PCGG）还发布了一份命令，扣押了《今日公报》数名负责人和代理人的股份，理由是怀疑他们是马科斯不义之财的一部分。一年后，PCGG还扣押了汉斯·门兹控股管理公司的股票、资产、财产、记录和文件。
米利奥·雅普于1989年将出版公司更名为马尼拉公报出版公司（Manila Bulletin Publishing Corporation）。1990年，该公司在菲律宾证券交易所上市。2005年，《马尼拉公报》以英文，菲律宾文印刷并在线出版每日报纸，小报和各种杂志。《马尼拉公报》每周也以英语发布几篇文章登刊在《纽约时报》栏目上。到了2012年，《马尼拉公报》周一至周六平均印刷34.9万本，周日印刷41.9万本，使其成为该国发行量最大的日报，为菲律宾主要报纸之一。

## 股权分配
马尼拉公报发行公司于2018年3月18日在菲律宾证券交易所挂牌交易，价格为1,767,730,926.72菲律宾比索。主要由两家美国汽车公司持有最多股份，分别是54.2%和23.34%的所有权，这两家公司都属于米利奥·雅普家族所有。汉斯·门兹的信托基金股份有限公司是第三大股东，拥有约8.4％的股份。

## 中文版
2020年6月，《马尼拉公报》发布了其中文在线版本，从而成为菲律宾第一个主要的在线新闻版本，以满足菲律宾华裔和华侨的需求。 

## 访问人数
2007年12月22日，尼尔森媒体研究公司（Nielsen Media Research）的尼尔森媒体指数研究（Enhanced Wave 2）涵盖了2007年全年的调查结果显示，《马尼拉公报》有47%选择「表示已阅读」，拥有117万读者。这低于竞争对手的菲律宾每日询问者报（53％的130万读者），也高于《菲律宾星报》（42％或105万的读者）。
2020年6月，牛津大学路透新闻研究学院（RISJ）公布年度项目《2020年数字新闻报道》全球调查的结果显示，《马尼拉公报》与菲律賓星報和TV5(菲律宾)一起成为菲律宾第二最受信赖的品牌，占68％。仅次于GMA Network（73％），第三名是《菲律宾每日询问者报》和DZMM-AM电台（各占67％）。

## 相关刊物

### 小报
- Tempo （页面存档备份，存于）
- Balita （页面存档备份，存于）

#### 杂志
- Bannawag
- Bisaya Magasin
- Hiligaynon Magazine
- Liwayway

#### 体育
- Sports Digest

#### 生活周刊
- Animal Scene
- Going Places
- Philippine Panorama
- The Digital Generation
- Agriculture
- Wedding Essentials
- Garage
- Crosstrain.PH